# Georg Kyrle

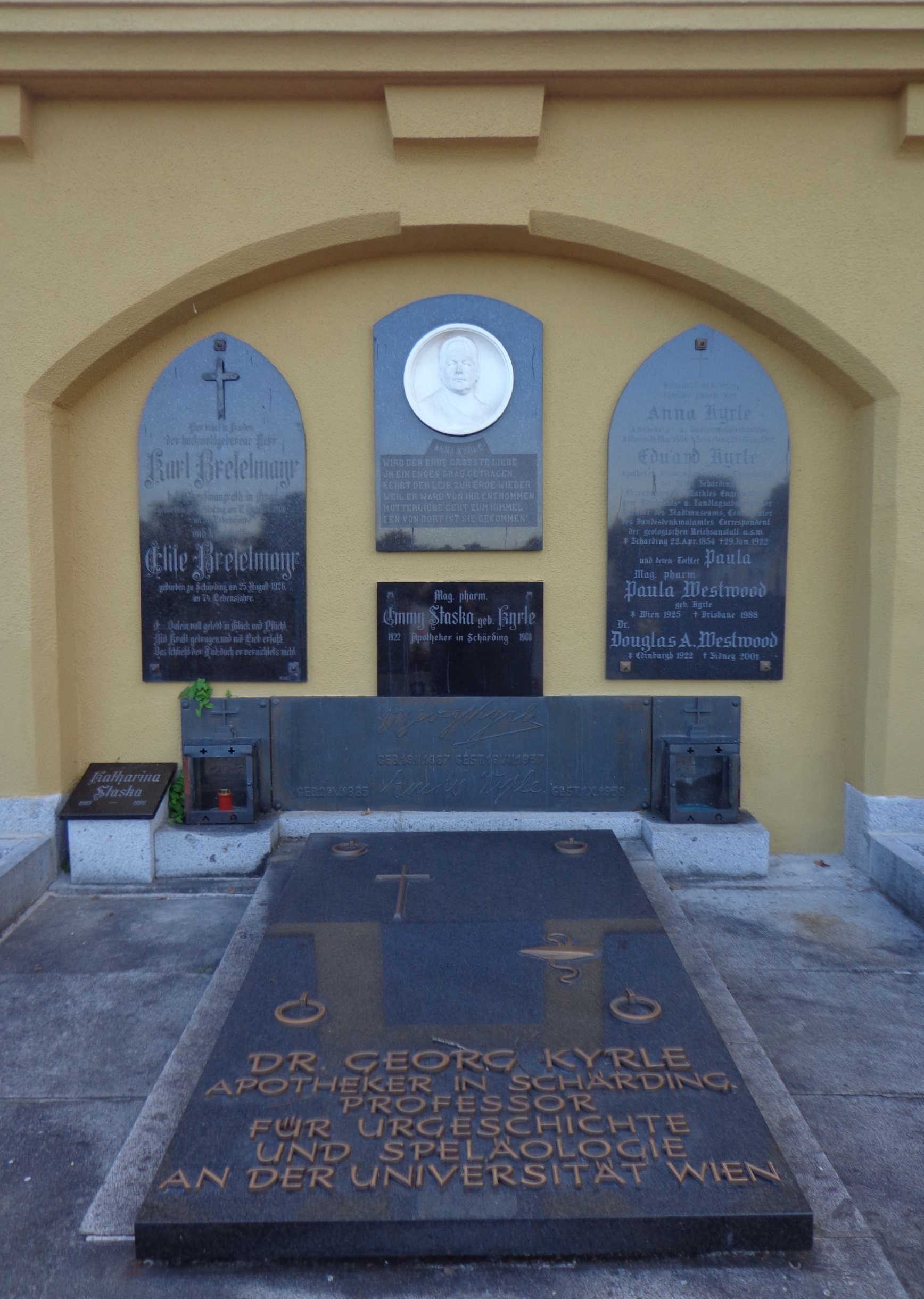
Stadtfriedhof Schärding – Grab Georg Kyrles

Georg Kyrle (* 19. Februar 1887 in Schärding; † 16. Juli 1937 in Wien) war ein österreichischer Prähistoriker und Speläologe.

## Leben
Georg Kyrle, Sohn des Reichsrats und Landtagsabgeordneten Eduard Kyrle, begann zunächst das Studium der Pharmazie an der Universität Wien, das er 1908 mit dem Magister abschloss, um die väterliche Apotheke in Schärding zu übernehmen. Anschließend studierte er jedoch prähistorische Archäologie an der Universität Wien und wurde 1912 mit der Arbeit
„Der Prähistorische Kupferbergbau in den Salzburger Alpen“ promoviert. 1912 wurde er Referent für Urgeschichte und volkskundliche Fragen am 1911 gegründeten Staatsdenkmalamt. In den Jahren 1913 und 1914 unternahm er eine anthropologisch-ethnographische Expedition zu den Samen.
1917 wurde an der Universität Wien habilitiert und Privatdozent für Urgeschichte des Menschen. Im Jahr 1929 erhielt er als außerordentlicher Professor die Lehrkanzel für Höhlenkunde an der Universität Wien und wurde Vorstand des speläologischen Institutes beim Staatsamt für Land- und Forstwirtschaft.
Gekümmert hat er sich im Rahmen des Staatsdenkmalamtes um das Fundwesen, im Speziellen um den Kupferbergbau in den Alpen. Er begründete auch die Wiener Speläologenschule, die sowohl Lehrtätigkeit als auch praktische Übungen und Exkursionen umfasste. Diese wurde im In- und Ausland als Vorbild genommen. Kyrle wurde bei mehreren ausländischen speläologischen Gesellschaften Ehrenmitglied.

## Schriften (Auswahl)
- Die zeitliche Stellung der prähistorischen Kupfergruben in Mitterberg bei Bischofshofen. In: Mitteilungen der Anthropologischen Gesellschaft in Wien. 1912.
- Prähistorische Keramik am Kalenderberg bei Mödling. In: Jahrbuch für Altertumskunde. 1912.
- Urgeschichte des Kronlandes Salzburg. Kunstverlag Anton Schroll, Wien 1918, S. 1–158 (literature.at).
- Ein vorgeschichtlicher Kult in Niederösterreich. In: Monatsblatt des Vereines für Landeskunde von Niederösterreich. Band 17 (1918), Nr. 3, März 1918, S. 34–45 (Digitalisat).
- Vorgeschichtliche Denkmale. In: Dagobert Frey: Die Denkmale des politischen Bezirkes Baden (= Österreichische Kunsttopographie. Band 18). Wien 1924.
- mit Ignaz Hofmann: Sammlung Ignaz Hofmann (mit besonderer Berücksichtigung der Funde vom Malleitenberge) . In: Dagobert Frey: Die Denkmale des politischen Bezirkes Baden (= Österreichische Kunsttopographie. Band 18). Wien 1924, S. 360–386 (PDF 11,5 MB).
- als Hrsg. mit Othenio Abel: Die Drachenhöhle bei Mixnitz (= Speläologische Monographien. Band 7–8). Österreichische Staatsdruckerei, Wien 1931.
- Pathologisch-anatomische Befunde am Skelette des Höhlenbären. In: Othenio Abel, Georg Kyrle (Hrsg.): Die Drachenhöhle bei Mixnitz (= Speläologische Monographien. Band 7–8). Österreichische Staatsdruckerei, Wien 1931, S. 611 ff.
- Endhallstattzeitliche Hügelgräber im Lindetwalde bei Schärding (Oberösterreich). In: Mitteilungen der Anthropologischen Gesellschaft in Wien. Band 62, Wien 1932, S. 257–265.
- Die Höhlen der Insel Capri. Eine höhlen- und karstkundliche Studie mit besonderer Berücksichtigung der Strandverschiebungen. Mit Plänen und Beiträgen von Hermann Bock. In: Wissenschaftliche Beihefte zur Zeitschrift „Die Höhle“. Nr. 1, 1953, S. 1–48 (posthum veröffentlicht; zobodat.at [PDF]).